# Blériot III / IV
Блерио III (фр. Blériot III) — один из первых французских аэропланов, построенный пионерами авиации Луи Блерио и Габриелем Вуазеном. Он стал первым их самолётом, поднявшимся в воздух.
Самолёт имел весьма оригинальную форму — за счёт двух характерных эллиптических крыльев. Был оснащён поплавковым шасси — всего 6 понтонов по связной паре на 3 опоры (одна хвостовая и две передние). Один двигатель Antoinette, расположенный на переднем нижнем крыле приводил в движение два тянущих пропеллера диаметром около 2 метров каждый, установленных непосредственно впереди самолёта.
Блерио и Вуазен неоднократно предприняли попытку взлететь на этом самолёте с озера Энгьен с мая по сентябрь 1906 года, однако эти попытки успехом не увенчались.
Блерио IV
В октябре в конструкцию были внесены изменения — переднее кольцевое крыло было заменено на обычное для биплана, добавлен второй двигатель и заменены пропеллеры на толкающие. Модификация получила название Блерио IV (фр. Blériot IV). Самолёт, однако, всё равно не взлетал. 
Блерио IV «Бис»
12 ноября были убраны поплавки и добавлена колёсная база. Самолёт несколько раз отрывался от земли, но одна из посадок привела к поломке двигателя.
Отсутствие достойных результатов привело к разрыву между Блерио и Вуазеном.

## Спецификация
Блерио II
Блерио III
Силовая установка: 1 × Поршневой V-образный 8-ми цилиндровый бензиновый двигатель внутреннего сгорания Antoinette мощностью 50 л. с. (37 кВт) с жидкостной системой охлаждения.
2 тянущих винта.
Блерио IV
Экипаж: 1 человек
Размах крыла: 10,50 метра
Площадь крыла:  78,5 м2
Нормальная взлётная масса: 435 кг
Силовая установка: 2 × Поршневой V-образный 8-ми цилиндровый бензиновый двигатель внутреннего сгорания Antoinette мощностью 50 л.с. (37 кВт) с жидкостной системой охлаждения.